# المعزب (بني سعد)

تعديل مصدري - تعديل

المعزب هي إحدى قرى عزلة بني الشويشى بمديرية بني سعد التابعة لمحافظة المحويت، بلغ تعداد سكانها 420 نسمة حسب تعداد اليمن لعام 2004.